# جنسن ۵۴۱

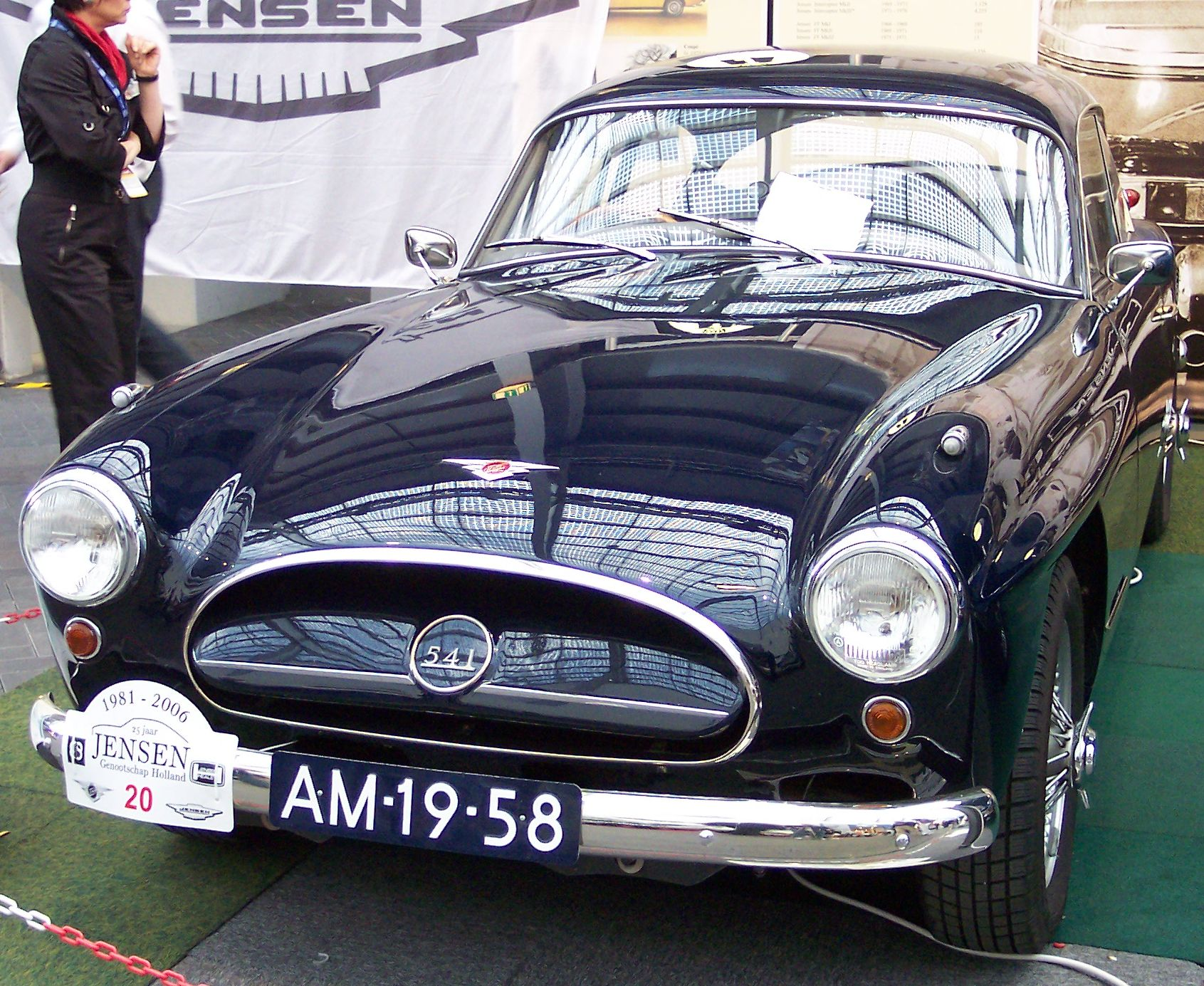

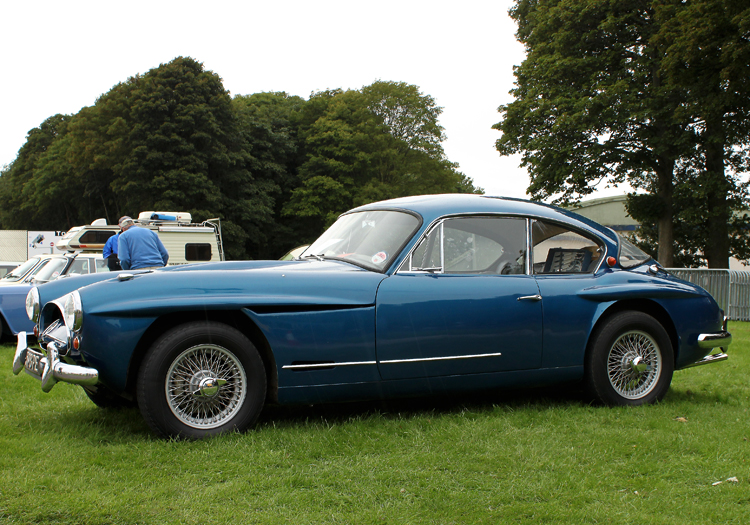
Jensen 541R

جنسن ۵۴۱ (Jensen 541) خودرویی است که در سال‌های ۱۹۵۴ تا ۱۹۵۹ ۲۲۶  توسط شرکت انگلیسی جنسن موتورز تولید شده‌است.
این خودرو در کلاس خودرو GT قرار گرفته و وزن آن در حالت طبیعی ۱٬۲۲۰ کیلوگرم (۲٬۶۹۰ پوند) است.
موتور آن ۳۹۹۳ سی‌سی سیستم جعبه‌دندهٔ آن به صورت دستی است.

## نگارخانه

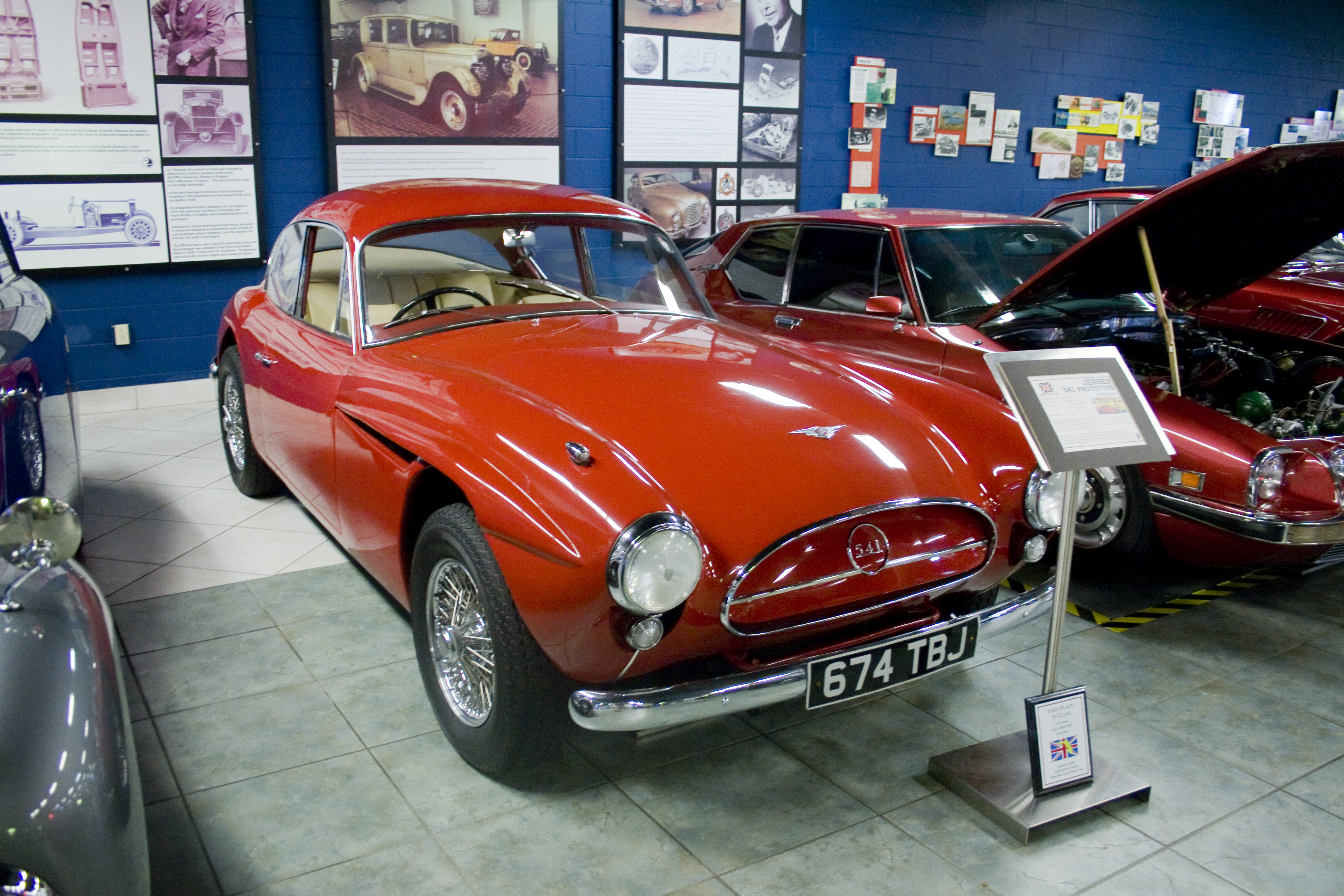
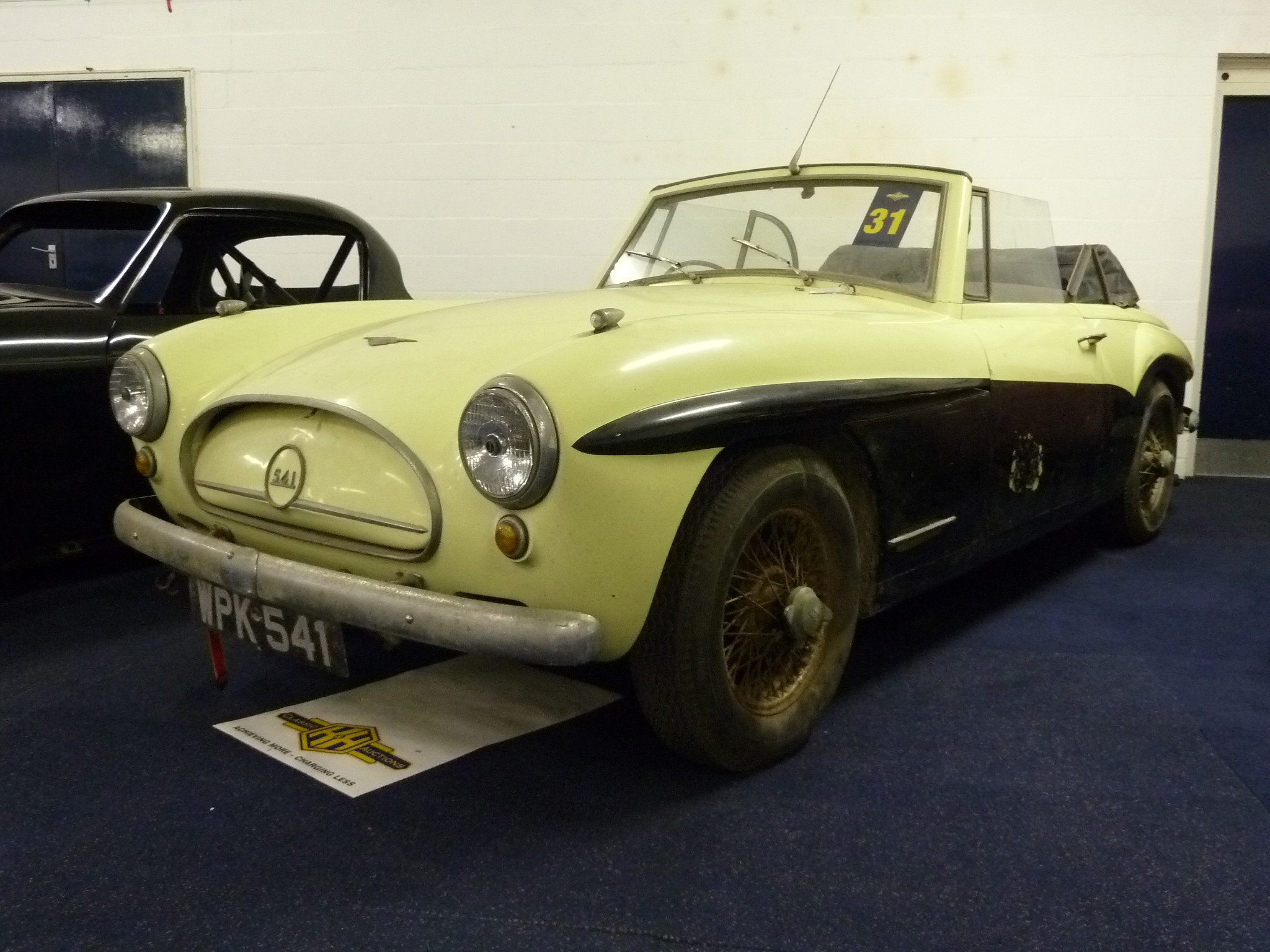